# Скоромникова, Марина Петровна
Мари́на Петро́вна Скоро́мникова (26 мая 1936, Москва — 1 марта 2021, Мурманск) — советская и российская театральная актриса, режиссёр, народная артистка РСФСР.

## Биография
Родилась 26 мая 1936 года в Москве в актёрской семье. Семья переезжала из театра в театр: Комсомольск-на-Амуре, Вологда, Великий Устюг, Иваново. Отец погиб в 1942 году под Ленинградом, мать во время Великой Отечественной войны выступала в агитбригадах, после войны долго работала в театре, в Иванове.
С детства мечтала о сцене. Училась в Ивановском педагогическом институте (сейчас Ивановский государственный университет) на физико-математическом факультете, но бросила учёбу для театра. Участвовала в спектаклях самодеятельного театра при фабрике Зиновьева.
В 1956—1960 годах выступала в Ивановском театре драмы. В 1960—1961 годах играла в Горьковском театре комедии.
В 1960 году переехала в Мурманск, где в 1961—1969 годах была актрисой Драматического театра Северного флота, работала с режиссёром И. Б. Шойхетом.
В 1969—2021 годах — ведущая актриса Мурманского драматического театра. Сыграла в театре около 120 ролей. В середине 1990-х участвовала в совместной российско-норвежской постановке «На дне».
В 1960—1970‑х годах участвовала в создании 10 телепостановок Мурманского телевидения, включая такие как «Платон Кречет», «Мещане», «Мария». Записала на областном радио ряд программ для детей.
Избиралась членом Мурманского обкома КПСС, депутатом Мурманского городского Совета депутатов трудящихся.
В 2016 году по состоянию здоровья закончила театральную деятельность. Умерла 1 марта 2021 года.
Похоронена на Новом мурманском кладбище (сектор почетных захоронений, левая сторона).

## Награды и премии
- заслуженная артистка РСФСР (20.11.1978).
- народная артистка РСФСР (1.7.1988).
- орден Дружбы (28.3.2000).
- дипломы Министерства культуры РСФСР за роли Нилы Снежко в «Барабанщице» и Ольги в «Трёх сестрах».
- Почётный гражданин Мурманской области (2018)[2].

## Работы в театре

### Актриса
- 1956 — «Когда цветёт акация» — Вера Журова (дебют)
- «Барабанщица» А. Д. Салынского — Нила Снежко
- «Старомодная комедия» А. Н. Арбузова — Лидия Васильевна Жербер
- «Двадцать четыре часа из жизни женщины» С. Цвейг — Миссис К.
- «Медея» Л. Разумовской — Медея
- «Король Лир» Шекспира — Король Лир
- «Мария Тюдор» В. Гюго — Мария Тюдор
- «Хитроумная влюбленная» Лопе де Вега — Герарда
- «Привидения» Г. Ибсена — фру Альвинг
- «Белое облако Чингисхана» Ч. Т. Айтматова — Алтун
- «Гроза» А. Н. Островского — Кабаниха
- «Волки и овцы» А. Н. Островского — Мурзавецкая
- «Власть тьмы» Л. Н. Толстого — Анюта
- «Три сестры» А. П. Чехова — Ольга
- «Дядя Ваня» А. П. Чехова — Соня
- «Вишнёвый сад» А. П. Чехова — Шарлотта
- «На дне» М. Горького — Настя и Анна
- «Анфиса» Л. Н. Андреева — Анфиса
- «Оптимистическая трагедия» В. В. Вишневского — комиссар
- «Мой бедный Марат» А. Н. Арбузова — Лика
- «Верность» В. Ф. Пановой — Надежда Милованова
- «В день свадьбы» В. С. Розова — Нюрка
- «Старый Новый год» М. М. Рощина — Полуорлова
- «При чужих свечах» Н. М. Птушкиной — Александрина
- «Конкурсе» А. М. Галина — Варвара Волкова
- «Любовь и голуби» В. П. Гуркина — Надежда
- «Лейтенант Шмидт» Н. А. Задонского — Зинаида Рисберг
- «Вдовий пароход» И. Грековой — Ольга Ивановна Флёрова
- «Волшебник Изумрудного города» А. М. Волкова — Бастинда
- «Синяя ворона» по книге Р. П. Погодина «Шаг с крыши» — служанка, барыня, врач и ворона
- «Полярная звезда» Ю. Анненкова и Е. Гальпериной, композитор В. Баснер — Инга Воронец
- «Тогда в Севилье» С. И. Алёшина — дон Жуан
- «Пылкий влюбленный» Н. Саймона — Элейн, Бобби и Жанет
- «Странная миссис Сэвидж» Дж. Патрика — миссис Сэвидж
- «Любовь и скорпионы (Лев зимой)» Д. Голдмена — Элинор Аквитанская
- «Месье Амилькар» И. Жамиака — Элеонора
- «Мышьяк и старые кружева» Дж. Кессельринга — Эба Брустер
- «Наваждение» А. М. Галина — Зинаида
- «Очень простая история» М. Ладо — хозяйка
- «Семейный портрет с дензнаками» С. Лобозерова — бабка
- «Оскар и Розовая дама» Э.-Э. Шмитта — Розовая дама (моноспектакль)
- «Доброе утро, сто долларов!» И. Гаручава, П. Хотяновского — Старуха-миллионерша, Мери
- «Шесть блюд из одной курицы» Г. О. Слуцки (моноспектакль)

### Режиссёр
- «Медея» Л. Н. Разумовской
- «Двадцать четыре часа из жизни женщины» С. Цвейга